# Honduras na Letnich Igrzyskach Paraolimpijskich 2004
Honduras na Letnich Igrzyskach Paraolimpijskich 2004 w Atenach reprezentowało dwoje lekkoatletów. Był to trzeci występ tego państwa na igrzyskach paraolimpijskich (poprzednie miały miejsce w 1996 i 2000 roku). 

## Wyniki

### Lekkoatletyka
Mężczyźni
| Zawodnik       | Konkurencja            | Finał    | Finał   | Źródło |
| Zawodnik       | Konkurencja            | Rezultat | Miejsce | Źródło |
| -------------- | ---------------------- | -------- | ------- | ------ |
| Orlando Pineda | bieg na 400 metrów T13 | 1:13,47  | 7       | [ 2 ]  |

Kobiety
| Zawodnik     | Konkurencja            | Eliminacje | Eliminacje | Półfinał | Półfinał | Finał    | Finał   | Źródło |
| Zawodnik     | Konkurencja            | Rezultat   | Miejsce    | Rezultat | Miejsce  | Rezultat | Miejsce | Źródło |
| ------------ | ---------------------- | ---------- | ---------- | -------- | -------- | -------- | ------- | ------ |
| Lilian Suazo | bieg na 100 metrów T11 | 20,40      | 4          | NQ       | NQ       | NQ       | NQ      | [ 3 ]  |